# Elateriformia
Elateriformia este un infraordin al Coleopterelor, subordinul Polyphaga. Mai jos este lista celor cinci suprafamilii ale acestui infraordin: 
- Buprestoidea
- Byrrhoidea
- Dascilloidea
- Elateroidea
- Scirtoidea